# Hey, Come On!
Hey, Come On! – czwarty album studyjny południowokoreańskiej grupy Shinhwa, wydany na płycie 28 czerwca 2001 roku przez SM Entertainment. Był promowany przez singel o tym samym tytule. Album sprzedał się w liczbie 434 205 egzemplarzy (stan na listopad 2013 roku).
Album sprzedał się w liczbie 300 tys. kopii w przedsprzedaży. Andy Lee nie brał udziału w przygotowaniu płyty od samego początku z powodów osobistych i dołączył później, dlatego też nie ma go na okładce.

## Lista utworów
| CD  | CD                                                                    | CD                                                                             | CD                           | CD                           | CD      |
| Nr  | Tytuł utworu                                                          | Tekst                                                                          | Kompozycja                   | Aranżacja                    | Długość |
| --- | --------------------------------------------------------------------- | ------------------------------------------------------------------------------ | ---------------------------- | ---------------------------- | ------- |
| 1.  | „Just 2 Be With U”                                                    | Young Kim, William Pyon                                                        | Young Kim                    | Young Kim                    | 4:20    |
| 2.  | „Hey, Come On!”                                                       | Shin Hye-sung, Eric Mun (rap), Peter Rafelson, Jeff Vincent (słowa angielskie) | Peter Rafelson, Jeff Vincent | Peter Rafelson, Jeff Vincent | 3:27    |
| 3.  | „Shinhwa Knight”                                                      | Ji Kook-hyeon, Eric Mun                                                        | Ji Kook-hyeon                | Ji Kook-hyeon                | 4:11    |
| 4.  | „Wild Eyes”                                                           | Yoo Young-jin, Shawn 'Rize' Kook                                               | Yoo Young-jin                | Yoo Young-jin                | 3:21    |
| 5.  | „Reminiscence”                                                        | Lee Min-woo, Eric Mun                                                          | Lee Min-woo, Eric Mun        | Lee Min-woo                  | 4:07    |
| 6.  | „Falling In Love”                                                     | Shin Hye-sung, Dave Pickell/Ron Irving                                         | Dave Pickell, Ron Irving     | Hong Jeong-soo, Lee In-seong | 4:10    |
| 7.  | „Never Can Rewind”                                                    | Kim Dong-hyeon, Eric Mun, Kim Dong-wan                                         | Park Seong-su                | Park Seong-su                | 3:29    |
| 8.  | „Trippin’”                                                            | Seo Yoong-geun, Eric Mun                                                       | Seo Yoong-geun               | Seo Yoong-geun               | 3:17    |
| 9.  | „Sure I Know (Ibyeol... Geurigo)” (kor. Sure I Know (이별... 그리고)) | Shin Hye-sung, Eric Mun                                                        | Yoon Chi-woong               | Yoon Chi-woong               | 4:15    |
| 10. | „Dark”                                                                | Kim Young-ah, Kim Dong-wan/Eric Mun                                            | Kim Seok-chan                | Jeon Joon-kyu                | 3:54    |
| 11. | „Egotism (97 Nyeon 4 Wol 1 Il)” (kor. Egotism (97年 4月 1日))         | Kim Dong-wan, Eric Mun                                                         | Kim Dong-wan                 | Kim Dong-wan                 | 4:52    |
| 12. | „Baraem (I swear..)” (kor. 바램 (I Swear...))                         | Shin Hye-sung                                                                  | Kangta                       | Kangta, Jeon Jong-hyuk       | 4:43    |

## Notowania
| Lista                                   | Najwyższa pozycja |
| --------------------------------------- | ----------------- |
| Recording Industry Association of Korea | 3 (Monthly Chart) |
| Recording Industry Association of Korea | 11 (Yearly Chart) |